# 哈氏副獅子魚
哈氏副獅子魚（學名：Paraliparis hubbsi），為輻鰭魚綱鮋形目杜父魚亞目獅子魚科的其中一種，分布於西南大西洋的阿根廷北部海域，棲息深度1200-1600公尺，體長可達12.4公分，為深海底棲性魚類，屬肉食性，生活習性不明。

## 擴展閱讀
維基物種上的相關：哈氏副獅子魚